# Hassane Barazé Moussa
Hassane Barazé Moussa est un homme politique nigérien. Il était auparavant Ministre des Mines au Niger[Quand ?] et participe en 2020, pour la première fois, aux élections présidentielles. 
Depuis 2021, il est Ministre de la poste et des télécommunications du Niger.